# Schautek Gyula
Schautek Gyula (Budapest, 1969. január 22. –) az ázsiai harcművészetek, főleg a taekwondo kiváló magyar válogatott versenyzője, majd 2006 óta  Too Kyun Taekwondo Klub vezető edzője. Mestere Patakfalvy Miklós, a Magyar Taekwondo Szövetség elnöke szerint Schautek Gyula specialitása az önvédelem, de a töréstechnikától a versenyküzdelmekig, a taekwondo minden területén otthonosan mozog.

## Életútja
Budapesti születésű lévén általános és középiskolai tanulmányait Budapesten végezte. 1989-ben a Simon Ferenc Cipő és Bőripari Szakközépiskolában érettségizett. Nem helyezkedett el a cipő- és bőripari szakmában, különböző területeken dolgozott, mert érdeklődésének középpontjában a sport állt. Jelentős sport-verseny karriert futott be, verseny-sport karrierjének vége felé jelentkezett a SOTE edzői szakára, 1998-2000 közt végezte el ezt a szakot.
A taekwondóval 1984-ben került kapcsolatba a mostani Hermina u. 23. alatti Általános Iskolában, Patakfalvy Miklósnál. Akkor még az ITF taekwondot gyakorolták. Az első bajnokságon 1985-ben vett részt, az itt elért eredménye inspirálta arra, hogy az edzést és a versenyzést komoly színvonalon végezze. Ezt követte több ifjúsági verseny, amiből akkortájt nagyon kevés volt. A következő lépés már felnőtt versenyzőként történt. 1987-ben kis kitérőt tett néhány klubtársával a Kick-box felnőtt magyar bajnokságra. Kék övesen 4 kuep-osként 57 kg-ban felnőtt Kick-box magyar bajnok lett. Ez az esemény elindította a versenysport felé, ugyanekkor visszatért a taewondohoz is. 1988-ban azonban meg kellett szakítania a versenyzést, mert behívták katonának.
Szolnokon teljesített sorkatonai szolgálatot a légi desszant mélységi felderítő állományában. Taekwondo gyakorlására nem volt lehetősége, de a Kyokushinkai karate alapjaival azért sikerült megismerkednie. Elsajátította bizonyos szinten a katonai közelharcot és az önvédelmet.
1990-ben szerelt le és visszatért a klubjához, amelyben közben komoly változások történtek.
A klub kilépett az ITF szövetségből és felvette a kapcsolatot a WTF-el.(Ma már csak WT). Ez óriási különbséget jelentett a versenyzésben. 1991-ben vizsgázott fekete övre elsők között a magyar WTF szövetségen belül. Megváltoztak a verseny szabályai, a technikák, a formagyakorlatok. Az átállás nem volt egyszerű, de aztán lassan sikerült. Az első WTF Taekwondo bajnokságot 1992-ben rendezték. Schautek Gyula itt természetesen már indult, és minimális különbséggel lett második. 1993-ban vizsgázott 2. dan fokozatra. 1992-től 2001-ig szinte minden bajnokságon indult. 1992-től 1998-ig volt a Magyar válogatott tagja.
1997-ben vizsgázott 3. dan fokozatra, 2005-ben 4. dan fokozatra. 2004- től 2008-ig irányította a Magyar WTF Taekwondo Bemutató válogatottat. Mindeközben elkezdett foglalkozni a koreai harcművészetek egy másik ágával a hapkido-val is. Napjainkban már nem versenyez, de azért természetesen a rendszeres edzéseket nem hagyta abba. 2006-ban Schautek Gyula saját egyesületet hozott létre, a Too Kyun Taekwondo SKE-t, amelyben legjobb tudása szerint próbálja a taekwondóban és más harcművészetekben szerzett tapasztalatait átadni tanítványainak. Magyarország területén működő és a Magyar Taekwondo Szövetséghez tartozó saját klubjában 4.  dan fokozatig jogosult vizsgákat tartani, az MTKDSZ Vizsgáztatási Szabályzatának megfelelően. 2008-ban sikeres fekete öves vizsgát tett Bang KyungWon koreai nagymester előtt Hapkido-ban. 2013-ban sikeres vizsgát tett az 5. dan fokozatra. 2019 májusában teljesítette a 6. dan fokozat vizsgáját. Napjainkban már mint klubedző tevékenykedik és próbálja a több mint kétezer éves hagyományokra visszanyúló taekwondo-t népszerűsíteni és megszerettetni az érdeklődőkkel. 2000 óta a taekwondó olimpiai sportág.

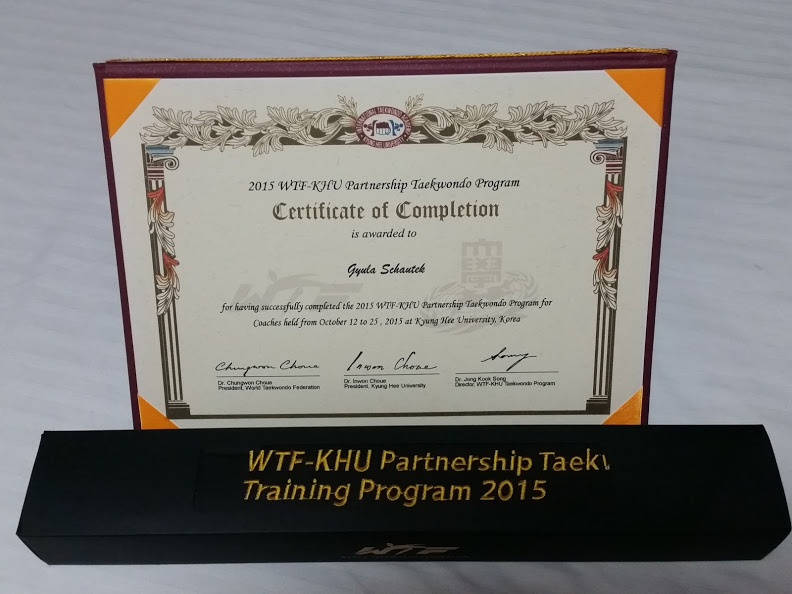
Schautek Gyula oklevele a szöuli taekwondo edzői tanfolyamról

Schautek Gyula gyakran jár tapasztalatcserékre, tanfolyamokra, legutóbb 2015 október 12-25 között a szöuli Kyung Hee egyetem taekwondo tanszékének meghívására vett részt háromhetes edzői tanfolyamon, amely intenzív elméleti és gyakorlati foglalkozásokat foglalt magában.

## Fontosabb hazai eredményei
- 1987 Kick-box Magyar Bajnokság,  1. helyezés (57 kg)
- 1992 Taekwondo Magyar Bajnokság, 2. helyezés (54 kg)
- 1993 Taekwondo Magyar Bajnokság, 1. helyezés (54 kg)
- 1994 Taekwondo Magyar Bajnokság, 3. helyezés (58 kg)
- 1995 Taekwondo Magyar Bajnokság, 1. helyezés (54 kg)
- 1996 Taekwondo Magyar Bajnokság, 1. helyezés (54 kg)
- 1997 Taekwondo Magyar Bajnokság, 1. helyezés (54 kg)
- 1998 Taekwondo Magyar Bajnokság, 2. helyezés  (72 kg)
- 2000 Taekwondo Magyar Bajnokság, 2. helyezés  (72 kg)
- Forma gyakorlat Magyar Bajnokság, 2. helyezés

## Fontosabb nemzetközi eredményei
- 1991 Boeskul Trophea, 1. helyezés  (Hollandia)
- 1992 Bécs Bajnokság,  3. helyezés  (Ausztria)
- 1993 Nyilt Osztrák Bajnokság, 3. helyezés (Ausztria)
- 1994 Nyílt Osztrák Bajnokság, 3. helyezés (Ausztria)
- 2019 IKOKU kyokushinkai EB Győr 2.helyezés

Több nemzetközi versenynek is résztvevője volt: Nyílt Osztrák Bajnokság, Nyílt Holland Bajnokság, Nyílt Német Bajnokság, Nyílt Belga Bajnokság, Nyílt Horvát Bajnokság stb.

### Populáris kultúra
- Linda magyar televíziós sorozat